# (5683) Bifukumonin
(5683) Bifukumonin est un astéroïde de la ceinture principale.

## Description
(5683) Bifukumonin est un astéroïde de la ceinture principale. Il fut découvert le 19 octobre 1990 à Oohira par Takeshi Urata. Il présente une orbite caractérisée par un demi-grand axe de 2,21 UA, une excentricité de 0,22 et une inclinaison de 4,8° par rapport à l'écliptique.

## Compléments